# Tudor and Cashel (Ontario)
Tudor and Cashel to gmina (ang. township) w Kanadzie, w prowincji Ontario, w hrabstwie Hastings.
Powierzchnia Tudor and Cashel to 433,52 km². Według danych spisu powszechnego z roku 2001 Tudor and Cashel liczy 665 mieszkańców (1,53 os./km²).